# Astrohelix bellator
Astrohelix bellator är en ormstjärneart som först beskrevs av Jean Baptiste François René Koehler 1904.  Astrohelix bellator ingår i släktet Astrohelix och familjen medusahuvuden. Inga underarter finns listade i Catalogue of Life.